# 俄裔阿富汗人
俄裔阿富汗人是指生活在阿富汗的俄羅斯人，他们多数是二十世纪六十至七十年代來到阿富汗。
他们大概有一万人，有工程师，翻译与建筑工人。在苏联入侵阿富汗前增加至15000人。他们多数在开战后离开（仍有留下的），他们也有自己的媒体，但是被塔利班关闭。他们多数分布在巴里黑与昆都士。從事运輸与旅游业。